# NGC 7033
NGC 7033 est une galaxie lenticulaire relativement éloignée et située dans la constellation de Pégase. Sa vitesse par rapport au fond diffus cosmologique est de 8 788 ± 35 km/s, ce qui correspond à une distance de Hubble de 129,6 ± 9,1 Mpc (∼423 millions d'al). NGC 7033 a été découverte par l'astronome allemand Albert Marth en 1863.
NGC 7033 et NGC 7034 forment une paire de galaxies.